# Grand Prix Meksyku 1991
Grand Prix Meksyku 1991 (oryg. Gran Premio de Mexico) – szósta runda Mistrzostw Świata Formuły 1 w sezonie 1991, która odbyła się 16 czerwca 1991, po raz 14. na torze Autódromo Hermanos Rodríguez.
15. Grand Prix Meksyku, 14. zaliczane do Mistrzostw Świata Formuły 1.

## Wyścig
| Legenda oznaczeń w tabelach wyników Wyświetl szablon na nowej stronie | Legenda oznaczeń w tabelach wyników Wyświetl szablon na nowej stronie                                                                     |
| Oznaczenie                                                            | Wyjaśnienie |
| --------------------------------------------------------------------- | --- |
| Złoty                                                                 | Zwycięzca lub mistrzostwo |
| Srebrny                                                               | 2. miejsce lub wicemistrzostwo |
| Brązowy                                                               | 3. miejsce lub II wicemistrzostwo |
| Zielony                                                               | Ukończył, punktował (w klasyfikacji generalnej, gdy zdobył co najmniej jeden punkt na przestrzeni sezonu, poza trzema powyższymi opcjami) |
| Niebieski                                                             | Ukończył, nie punktował (w klasyfikacji generalnej, gdy nie zdobył co najmniej jednego punktu na przestrzeni sezonu)                      |
| Czerwony                                                              | Nie zakwalifikował się (NZ) |
| Czerwony                                                              | Nie prekwalifikował się (NPK) |
| Różowy                                                                | Nie ukończył (NU) |
| Różowy                                                                | Niesklasyfikowany (NS) (w klasyfikacji generalnej, gdy nie został sklasyfikowany w żadnym wyścigu sezonu)                                 |
| Czarny                                                                | Zdyskwalifikowany (DK) |
| Czarny                                                                | Wykluczony (WYK/EX) |
| Biały                                                                 | Nie wystartował (NW) |
| Biały                                                                 | Kontuzjowany (K/INJ) |
| Biały                                                                 | Wyścig odwołany (OD/C) |
| Bez koloru                                                            | Został wycofany (WYC/WD) |
| Bez koloru                                                            | Nie przybył (NP/DNA) |
| Bez koloru                                                            | Nie brał udziału w treningach (NT/DNP) |
| Bez koloru                                                            | Nie został zgłoszony (–) |
| Pogrubienie                                                           | Start z pole position |
| Kursywa                                                               | Najszybsze okrążenie wyścigu |
| †                                                                     | Nie ukończył, ale jego rezultat został zaliczony ze względu na przejechanie więcej niż 90% dystansu wyścigu.                              |
| *                                                                     | Sezon w trakcie |
| 1/2/3                                                                 | Punktowana pozycja w sprincie kwalifikacyjnym                                                                                             |
| Lista systemów punktacji Formuły 1                                    | |

| Poz | Nr                         | Kierowca           | konstruktor        | Okrążenie | Czas/Powód n.u         | Poz. start. | Punkty |
| --- | -------------------------- | ------------------ | ------------------ | --------- | ---------------------- | ----------- | ------ |
| 1   | 6                          | Riccardo Patrese   | Williams-Renault   | 67        | 1:29:52,205            | 1           | 10     |
| 2   | 5                          | Nigel Mansell      | Williams-Renault   | 67        | + 0:1,336              | 2           | 6      |
| 3   | 1                          | Ayrton Senna       | McLaren-Honda      | 67        | + 0:57,356             | 3           | 4      |
| 4   | 33                         | Andrea de Cesaris  | Jordan-Ford        | 66        | + 1 okr.               | 11          | 3      |
| 5   | 19                         | Roberto Moreno     | Benetton-Ford      | 66        | + 1 okr.               | 9           | 2      |
| 6   | 29                         | Éric Bernard       | Lola-Ford          | 66        | + 1 okr.               | 23          | 1      |
| 7   | 24                         | Gianni Morbidelli  | Minardi-Ferrari    | 66        | + 1 okr.               | 14          |        |
| 8   | 25                         | Thierry Boutsen    | Ligier-Lamborghini | 65        | + 2 okr.               | 10          |        |
| 9   | 11                         | Mika Häkkinen      | Lotus-Judd         | 65        | + 2 okr.               | 24          |        |
| 10  | 12                         | Johnny Herbert     | Lotus-Judd         | 65        | + 2 okr.               | 25          |        |
| 11  | 4                          | Stefano Modena     | Tyrrell-Honda      | 65        | + 2 okr.               | 8           |        |
| 12  | 3                          | Satoru Nakajima    | Tyrrell-Honda      | 64        | + 3 okr.               | 13          |        |
|     | Niesklasyfikowani          |                    |                    |           |                        |             |        |
| NU  | 8                          | Mark Blundell      | Brabham-Yamaha     | 54        | silnik                 | 12          |        |
| NU  | 32                         | Bertrand Gachot    | Jordan-Ford        | 51        | poślizg                | 20          |        |
| NU  | 30                         | Aguri Suzuki       | Lola-Ford          | 48        | skrzynia biegów        | 19          |        |
| NU  | 20                         | Nelson Piquet      | Benetton-Ford      | 44        | łożysko koła           | 6           |        |
| NU  | 28                         | Jean Alesi         | Ferrari            | 42        | sprzęgło               | 4           |        |
| NU  | 22                         | Jyrki Järvilehto   | Dallara-Judd       | 30        | silnik                 | 16          |        |
| NU  | 9                          | Michele Alboreto   | Footwork-Porsche   | 24        | ciśnienie oleju/silnik | 26          |        |
| NU  | 7                          | Martin Brundle     | Brabham-Yamaha     | 20        | utrata tylnego koła    | 17          |        |
| NU  | 16                         | Ivan Capelli       | Leyton House-Ilmor | 19        | silnik                 | 22          |        |
| NU  | 27                         | Alain Prost        | Ferrari            | 16        | alternator             | 7           |        |
| NU  | 15                         | Maurício Gugelmin  | Leyton House-Ilmor | 15        | wyciek oleju/silnik    | 18          |        |
| NU  | 14                         | Olivier Grouillard | Fondmetal-Ford     | 13        | chłodnica/silnik       | 21          |        |
| NU  | 2                          | Gerhard Berger     | McLaren-Honda      | 5         | chłodnica/silnik       | 5           |        |
| NU  | 23                         | Pierluigi Martini  | Minardi-Ferrari    | 4         | poślizg                | 15          |        |
|     | Nie zakwalifikowali się    |                    |                    |           |                        |             |        |
| NZ  | 26                         | Érik Comas         | Ligier-Lamborghini |           |                        |             |        |
| NZ  | 17                         | Gabriele Tarquini  | AGS-Ford           |           |                        |             |        |
| NZ  | 10                         | Stefan Johansson   | Footwork-Porsche   |           |                        |             |        |
| NZ  | 18                         | Fabrizio Barbazza  | AGS-Ford           |           |                        |             |        |
|     | Nie przedkwalifikowali się |                    |                    |           |                        |             |        |
| NPK | 34                         | Nicola Larini      | Lambo-Lamborghini  |           |                        |             |        |
| NPK | 35                         | Eric van de Poele  | Lambo-Lamborghini  |           |                        |             |        |
| NPK | 31                         | Pedro Chaves       | Coloni-Ford        |           |                        |             |        |
| NPK | 21                         | Emanuele Pirro     | Dallara-Judd       |           |                        |             |        |